# 2007年世界女排大獎賽

2007年世界女排大獎賽

2007年世界女排大獎賽於8月3日－26日舉行，參賽隊伍為12隊，歷時四週，前三週屬分站賽事，每個分站均有四隊女子排球隊參加單循環賽事，同一週均有三個分站賽事進行，第四週是總決賽（決賽週）。
分站賽總排名由每隊三站共9場賽事的成績決定，總決賽主辦國中國連同其他五支分組賽總排名最高球隊將晉級總決賽爭冠軍。 
總決賽6強以單循環分組賽方式決勝。 
今屆世界女排大獎賽，中華台北繼1994年後再次參加，結果9戰全敗盤數0-3，在沒有取得一盤的情況下敬陪末席。尋求四連霸的巴西女排衛冕失敗，而黑馬荷蘭女排則意外地五戰全勝奪得冠軍，中國女排則奪得亞軍。

## 參賽資格
- 總決賽主辦國：  中國－2003年冠軍

- 歐洲區（歐洲區世界女排大獎賽外圍賽前四名）:
  -  俄羅斯－1997年、1999年、2002年冠軍
  -  荷蘭
  -  義大利
  -  波蘭

- 美洲區（女子泛美盃前四名）:
  -  巴西－1994年、1996年、1998年、2004年、2005年、2006年冠軍
  -  古巴－1993年、2000年冠軍
  -  多明尼加共和國
  -  美國－1995年、2001年冠軍

- 亞洲區（除總決賽主辦國中國外，排名最前的三個亞洲國家）:
  -  日本
  -  中華台北
  -  哈萨克斯坦 A

^  注解A： 由於 泰國於2007年8月8日至18日舉行世界大學生運動會，剛好和大獎賽撞期，故宣佈退出今年度世界女排大獎賽，大獎賽組委會決定由 哈萨克斯坦隊取代其參賽席位。 （页面存档备份，存于）

## 計分方法
- 每個分站均有四隊女子排球隊參賽，每場比賽以五盤三勝制作賽，勝方得2分積分，負方得1分積分，而棄權或被取消資格一方則得0分積分，先以每隊在三站共得的總積分作排名。
- 根據一般排球規則，採取直接得分（點）制，前四盤採取25分（點）制，最後一盤採取15分（點）制。
- 若總積分相同者，再以總得失點比例作排名；總得失點比例相同者，再以總得失盤數比例作排名。
- 總排名作為晉級總決賽的依據，主辦國中國連同其他五支分組賽總排名最高球隊將晉級總決賽爭冠軍。

## 總決賽（決賽週）
- 總決賽6強以單循環分組賽方式決勝，和分站賽計分方法一樣，詳情見總決賽。
- 總決賽定於8月22日－26日在中國寧波舉行。

## 分站名單及賽果

### 第一週（8月3日－5日）

#### Pool A - 日本東京站：日本、古巴、多明尼加共和國、哈薩克
主場館： 東京有明競技場
- 1. 古巴 3-0 多明尼加共和國  (25-23; 25-22; 25-15)
- 2. 日本 3-0 哈薩克  (25-23; 25-21; 25-20)
- 3. 古巴 3-0 哈薩克  (25-17; 25-17; 25-14)
- 4. 日本 3-0 多明尼加共和國   (25-19; 25-11; 25-22)
- 5. 多明尼加共和國 2-3 哈薩克  (19-25; 23-25; 25-21; 25-21; 13-15)
- 6. 日本 2-3 古巴  (25-20; 18-25; 25-21; 20-25; 13-15)

#### Pool B - 意大利维罗纳站：意大利、巴西、荷蘭、中華台北
主場館： 维罗纳 Palaolimpia
- 7. 巴西 3-0 荷蘭  (25-20; 25-12; 25-12)
- 8. 意大利 3-0 中華台北  (25-10; 25-13; 25-18)
- 9. 中華台北 0-3 巴西  (19-25; 9-25; 13-25)
- 10. 意大利 3-0 荷蘭  (25-22; 25-18; 25-16)
- 11. 荷蘭 3-0 中華台北  (25-16; 25-19; 25-13)
- 12. 意大利 2-3 巴西  (19-25; 26-24; 24-26; 26-24; 8-15)

#### Pool C - 波蘭熱舒夫站：波蘭、俄羅斯、美國、中國
主場館： 熱舒夫 Na Podpromiu
- 13. 俄羅斯 3-1 中國  (27-25; 25-21; 25-16; 25-15)
- 14. 波蘭 2-3 美國  (25-19; 25-18; 17-25; 15-25; 12-15)
- 15. 俄羅斯 0-3 美國  (25-23; 25-22; 25-13)
- 16. 波蘭 2-3 中國  (26-28; 26-24; 15-25; 25-23; 12-15)
- 17. 中國 3-0 美國  (25-21; 30-28; 25-20)
- 18. 波蘭 0-3 俄羅斯  (17-25; 16-25; 21-25)

### 第二週（8月10日－12日）

#### Pool D - 日本東京站：日本、巴西、荷蘭、中華台北
主場館： 東京有明競技場
- 19. 巴西 3-0 荷蘭  (25-23; 25-23; 26-24)
- 20. 日本 3-0 中華台北  (25-19; 25-17; 25-5)
- 21. 巴西 3-0 中華台北  (25-12; 25-21; 25-19)
- 22. 日本 2-3 荷蘭  (18-25; 28-26; 20-25; 27-25; 11-15)
- 23. 荷蘭 3-0 中華台北  (25-19; 25-17; 25-5)
- 24. 日本 0-3 巴西  (15-25; 19-25; 13-25)

#### Pool E - 俄羅斯哈巴罗夫斯克站：俄羅斯、古巴、美國、哈萨克斯坦
主場館： 哈巴罗夫斯克 
- 25. 古巴 1-3 美國  (19-25; 22-25; 25-21; 22-25)
- 26. 俄羅斯 3-0 哈薩克  (25-16; 25-22; 28-26)
- 27. 古巴 3-0 哈薩克  (25-23; 25-21; 25-20)
- 28. 美國 2-3 俄羅斯  (25-18; 18-25; 24-26; 25-21; 6-15)
- 29. 美國 3-1 哈薩克  (25-21; 20-25; 25-21; 26-24)
- 30. 俄羅斯 3-2 古巴  (25-23; 25-23; 24-26; 21-25; 15-11 )

#### Pool F - 中國香港站：意大利、中國、多明尼加共和國、波蘭
主場館： 香港體育館
香港站官方網頁（页面存档备份，存于）
- 31. 意大利 1-3 波蘭  (24-26; 25-16; 18-25; 17-25)
- 32. 中國 3-0 多明尼加共和國  (25-16; 25-12; 25-14)
- 33. 意大利 3-0 多明尼加共和國  (25-16; 25-18; 25-15)
- 34. 中國 2-3 波蘭  (25-16; 25-21; 21-25; 16-25; 10-15)
- 35. 多明尼加共和國 0-3 波蘭  (16-25; 17-25; 19-25)
- 36. 中國 2-3 意大利  (21-25; 25-20; 25-14; 20-25; 12-15)

### 第三週（8月17日－19日）

#### Pool G - 日本大阪站：日本、俄羅斯、波蘭、哈薩克
主場館： 大阪 Municipal Central Gymnasium
- 37. 波蘭 3-0 俄羅斯  (25-21; 25-19; 28-26)
- 38. 日本 3-0 哈薩克  (25-20; 25-22; 25-19)
- 39. 哈薩克 2-3 俄羅斯  (14-25; 25-14; 23-25; 25-23; 10-15)
- 40. 日本 1-3 波蘭  (20-25; 25-16; 23-25; 14-25)
- 41. 哈薩克 1-3 波蘭  (27-25; 20-25; 23-25; 15-25)
- 42. 日本 1-3 俄羅斯  (25-21; 23-25; 18-25; 19-25)

#### Pool H -台灣台北站：中華台北、巴西、多明尼加共和國、意大利
主場館： 新莊體育館
- 43. 巴西 3-0 多明尼加共和國  (25-22; 25-19; 25-17)
- 44. 中華台北 0- 3意大利   (20-25; 17-25; 21-25)
- 45. 意大利 3 - 1 多明尼加共和國  (25-21; 25-19; 23-25; 25-16)
- 46. 中華台北 0- 3 巴西   (12-25; 15-25; 20-25)
- 47. 中華台北 0- 3 多明尼加共和國  (16-25; 20-25; 22-25)
- 48. 意大利 3-1 巴西  (25-20; 25-21; 15-25; 25-22)

#### Pool I - 中國澳門站：古巴、中國、荷蘭、美國
主場館： 澳門綜藝館
- 49. 古巴 1-3 荷蘭  (25-27; 27-25; 18-25; 20-25)
- 50. 中國 3-0 美國  (25-18; 25-17; 25-22)
- 51. 古巴 2-3 美國  (25-18; 21-25; 23-25; 25-22; 13-15)
- 52. 中國 2-3 荷蘭  (23-25; 25-19; 25-23; 14-25; 12-15)
- 53. 美國 1-3 荷蘭  (18-25; 23-25; 25-11; 20-25)
- 54. 中國 1-3 古巴  (24-26; 25-23; 22-25; 20-25)

### 分站總排名及總決賽

#### 分站總排名
| 名次  | 隊伍           | 勝-負（積分） | 得-失分（點）（比率） | 得-失局（比率） |
| ----- | -------------- | ------------- | --------------------- | --------------- |
| 1     | 巴西           | 8-1 (17)      | 728-550 (1.324)       | 25-5 (5.000)    |
| 2     | 義大利         | 7-2 (16)      | 774-682 (1.135)       | 24-10 (2.400)   |
| 3     | 俄羅斯         | 7-2 (16)      | 788-740 (1.065)       | 21-14 (1.500)   |
| 4     | 波蘭           | 6-3 (15)      | 790-758 (1.042)       | 22-14 (1.571)   |
| 5     | 荷蘭           | 6-3 (15)      | 731-705 (1.037)       | 18-15 (1.200    |
| 6 (7) | 古巴           | 5-4 (14)      | 823-777 (1.059)       | 21-15 (1.400)   |
| 7 (8) | 美國           | 5-4 (14)      | 784-784 (1.000)       | 18-18 (1.000)   |
| 8 (6) | 中國           | 4-5 (13)      | 816-777 (1.050)       | 20-17 (1.176)   |
| 9     | 日本           | 4-5 (13)      | 719-702 (1.024)       | 18-15 (1.200)   |
| 10    | 哈薩克         | 1-8 (10)      | 681-781 (0.872)       | 7-26 (0.269)    |
| 11    | 多明尼加共和國 | 1-8 (10)      | 574-713 (0.805)       | 6-24 (0.250)    |
| 12    | 中華台北       | 0-9 (9)       | 436-675 (0.646)       | 0-27 (0.000)    |

- 由於中國是主辦國，已篤定進入總決賽，分站調整總排名為第6，（）內數字為調整總排名。

#### 總決賽：第四週（8月22日-26日）
中國寧波站：

主場館： 寧波北侖體藝中心
- 入圍隊伍：  中國（總決賽主辦國）+ 其他五支分組賽總排名最高球隊（分站總排名順序： 巴西  義大利  俄羅斯  波蘭  荷蘭）

8月22日
- 55. 巴西 3-0 波蘭  (25-21; 25-21; 25-17)
- 56. 意大利 3-1 俄羅斯  (25-18; 25-17; 23-25; 25-17)
- 57. 中國 2-3 荷蘭  (26-28; 24-26; 25-23; 25-23; 8-15)

8月23日
- 58. 俄羅斯 3-2 巴西  (25:16; 15:25; 19:25; 25:17; 15:13)
- 59. 意大利 1-3 荷蘭  (24:26; 25:22; 25:27; 16:25)
- 60. 波蘭 2-3 中國  (25:21; 15:25; 16:25; 25:22; 9:15)

8月24日
- 61. 巴西 2-3 荷蘭  (25-19; 19-25; 23-25; 25-23; 8-15)
- 62. 俄羅斯 3-0 波蘭  (25-11; 25-22; 26-24)
- 63. 意大利 2-3 中國  (23:25; 25:19; 22:25; 26:24; 12:15)

8月25日
- 64. 荷蘭 3-0 波蘭  (25-22; 25-22; 25-23)
- 65. 中國 3-0 俄羅斯  (25-23; 27-25; 25-22)
- 66. 巴西 1-3 意大利 (22-25; 25-19; 18-25; 21-25)

8月26日
- 67. 荷蘭 3-2 俄羅斯  (21-25; 25-18; 25-23; 20-25; 15-8)
- 68. 波蘭 3-0 意大利  (25-21; 25-18; 25-19)
- 69. 中國 3-0 巴西  (25-21; 25-21; 25-13)

總決賽名次
| 名次 | 隊伍   | 勝-負（積分） | 得-失分（點）（比率） | 得-失局（比率） |
| ---- | ------ | ------------- | --------------------- | --------------- |
| 1    | 荷蘭   | 5-0 (10)      | 503-454 (1.108)       | 15-7 (2.143)    |
| 2    | 中國   | 4-1 (9)       | 476-438 (1.086)       | 14-7 (2.000)    |
| 3    | 義大利 | 2-3 (7)       | 448-446 (1.004)       | 9-11 (1.818)    |
| 4    | 俄羅斯 | 2-3 (7)       | 411-434 (0.947)       | 9-11 (0.818)    |
| 5    | 巴西   | 1-4 (6)       | 412-434 (0.949)       | 8-12 (0.667)    |
| 6    | 波蘭   | 1-4 (6)       | 348-392 (0.888)       | 5-12 (0.417)    |

## 三甲（分站及總決賽）
| Pool   | 分站               | 參賽 隊數 | 冠軍   | 亞軍   | 季軍           |
| ------ | ------------------ | --------- | ------ | ------ | -------------- |
| A      | 日本東京           | 4         | 古巴   | 日本   | 哈薩克         |
| B      | 義大利维罗纳       | 4         | 巴西   | 義大利 | 荷蘭           |
| C      | 波蘭熱舒夫         | 4         | 俄羅斯 | 美國   | 中國           |
| D      | 日本東京           | 4         | 巴西   | 荷蘭   | 日本           |
| E      | 俄羅斯哈巴羅夫斯克 | 4         | 俄羅斯 | 美國   | 古巴           |
| F      | 中國香港           | 4         | 波蘭   | 義大利 | 中國           |
| G      | 日本大阪           | 4         | 波蘭   | 俄羅斯 | 日本           |
| H      | 台灣台北           | 4         | 義大利 | 巴西   | 多明尼加共和國 |
| I      | 中國澳門           | 4         | 荷蘭   | 中國   | 美國           |
| 總決賽 | 中國寧波           | 6         | 荷蘭   | 中國   | 義大利         |

## 總決賽個人獎項
- 最佳得分球員 Best Scorer : Aguero Taismary（意大利）
- 最佳扣球球員 Best Spiker : Aguero Taismary（意大利）
- 最佳攔網球員 Best Blocker : Dziekiewicz Eleonora（波蘭）
- 最佳發球球員 Best Server : Yang Hao 楊昊（中國）
- 最佳自由防守球員 Best libero : Zhang Xian 張嫻（中國）
- 最佳二傳 Best Setter : Wei Qiuyue 魏秋月（中國）

- 最有價值球員 Most Valuable Player (MVP) : Flier Manon（荷蘭）

## 外部連結
- FIVB－2007年世界女排大獎賽官方網站（页面存档备份，存于）
- 2007年世界女排大獎賽戰果（中國國家女子排球網）[永久]
- 金龙鱼2007年世界女排大奖赛 ~ 搜狐網（页面存档备份，存于）